# Катастрофа Ан-12 под Ереваном (1988)
Катастро́фа Ан-12 под Ерева́ном — авиационная катастрофа самолёта Ан-12 ВВС Югославии, произошедшая 12 декабря 1988 года в 02:23 (UTC) при заходе на посадку в районе аэропорта Звартноц (Армения).

## Самолёт
Самолёт Ан-12 БП имел заводской номер 02348010 и принадлежал Югославским ВВС. Свой первый полёт борт совершил в 1972 году и к моменту катастрофы имел общий налёт в 8388 часов. На самолёте были установлены 4 двигателя АИ-20М.

## Катастрофа
12 декабря 1988 года в 02:23 (UTC) военно-транспортный самолёт Антонов Ан-12БП ВВС Югославии YU-AID, выполнявший рейс из Анкары в Ереван, исчез с экранов радаров авиадиспетчерской службы УВД «Ереван-подход» и потерпел крушение в восьми милях от ВПП 09 аэропорта Звартноц. 
По некоторым данным самолёт был арендован авиакомпанией «Югославский Аэротранспорт» (JAT) и выполнял рейс с грузом гуманитарной помощи из Скопье в Ереван с посадкой в Анкаре.
Проведённым расследованием авиакатастрофы установлено: экипаж воздушного судна отклонился от схемы захода; командир корабля ошибочно определил потребные высоту полёта и скорость, «ушёл под глиссаду», приняв за взлётно-посадочную полосу автомобильную дорогу и врезался в автодорожный мост.
Все члены экипажа (7 человек) погибли. Югославский военный самолет перевозил груз медикаментов для пострадавших от землетрясения в Спитаке. На месте авиакатастрофы, в окрестностях села Овтамеч (ныне Армавирской области) установлен памятник погибшим летчикам.

## Статьи и публикации
- Alan Postlethwaite. Crashes mar Armenian airlift effort (англ.) // Flight International : журнал. — 1988. — 24/31 December (no. 4145). — P. 3. — ISSN 00153710.
- «Странная» гибель бакинского самолета в Армении // Turan : Информационное агентство. — 2018. — 8 декабря.
- Теймур Атаев. Тайна крушения самолетов после землетрясения в Армении // Электронный минбар : Информационно-аналитический портал. — 2016. — 7 декабря.
- Gerald Nadler. A Yugoslav plane carrying medical supplies for Armenian earthquake... (англ.) // UPI : Информационное агентство. — 1988. — 12 December.
- 7 Killed When 2nd Quake Relief Plane Crashes at Armenia Airport (англ.) // Los Angeles Times : газета. — 1988. — 12 December. — ISSN 0458-3035.